# Screen Tearing

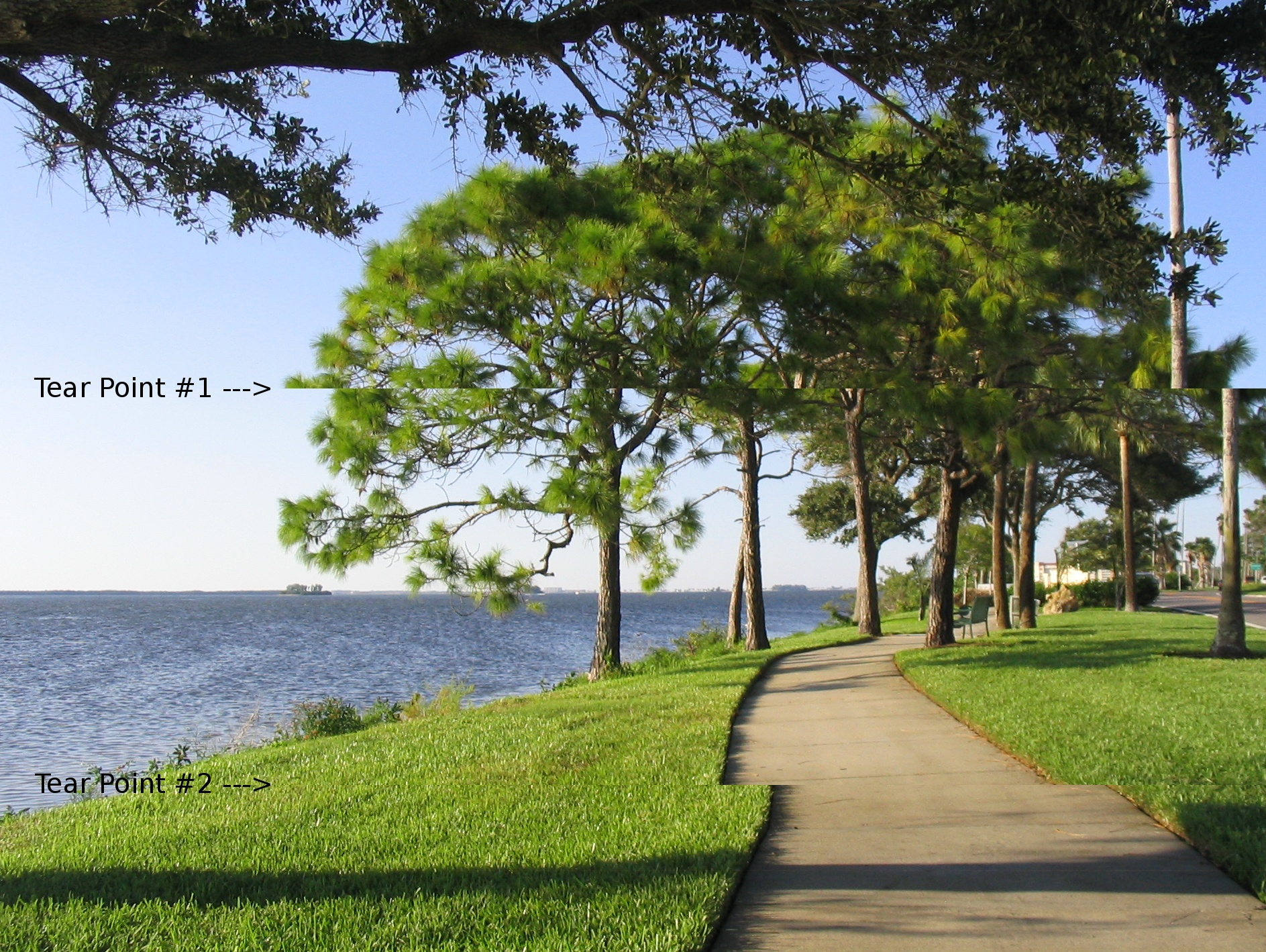
Beispielhafte Tearing-Effekte in einem Bild

Screen Tearing (kurz Tearing, von engl. to tear ‚zerreißen‘), zu deutsch etwa Einzelbild-Zerreißen, ist ein unerwünschter Effekt (ein sogenanntes „Artefakt“) beim Anzeigen von bewegten Bildern auf einem Bildschirm. Der Effekt kann sowohl beim Abspielen von Videos als auch bei Spielen von Computerspielen auftreten.
Zu diesem Effekt kann es kommen, wenn der Aufbau und das Anzeigen der Einzelbilder nicht mit der Monitorwiedergabe synchronisiert sind. Der Betrachter sieht dann möglicherweise mehrere Teile aufeinanderfolgender Einzelbilder zur selben Zeit, wodurch sie zerrissen wirken. Dem kann man beispielsweise abhelfen, indem die Einzelbilder alternierend in zwei Speicherbereiche geschrieben werden, von denen immer nur einer sichtbar ist. Diese Speicherbereiche werden dann synchron mit der Bildwiederholfrequenz des Monitors (meist 60 Hz) während der vertikalen Synchronisation umgeschaltet, wodurch der Bildwechsel „unsichtbar“ wird. Dieses Prinzip funktioniert in gleicher Weise auch mit 30 oder 15 Hz, wobei der Monitor jedes Bild entsprechend länger anzeigt.
Je nach Aufbau des Monitor-Panels kann vertikales oder horizontales Tearing oder beides gleichzeitig vorkommen.

## Lösungen
Einen Lösungsansatz bietet in den Einstellungen von Grafikkarten die Option V-Sync (Vertikale Synchronisation). Hier werden die zu zeichnenden Einzelbilder so gedrosselt, dass sie mit der Anzahl der Bildwiederholungen des Monitors synchronisiert werden. Ein Nachteil dieser Option, insbesondere für Videospieler, ist die dadurch entstehende Eingabeverzögerung (englisch input lag), wodurch eben die, über Peripherie, getätigten Eingaben deutlich merkbar verzögert werden.
Eine neuere Lösung ist eine variable Darstellungsrate des Monitors („Adaptive Sync“), die fortlaufend an die Dauer der Bilderstellung angepasst wird. So kann das Bild sofort angezeigt werden, wenn es bereit ist. Bei AMD heißt diese Technik „FreeSync“, bei Nvidia „G-Sync“.
Alternativ haben viele moderne Monitore eine integrierte VRR-Funktion (für englisch Variable Refresh Rate), also einen Modus, bei welchem der Bildschirm variable Bildraten von der Grafikkarte akzeptiert und somit Screen Tearing vermeiden kann.